# Björn Mosten
Björn Olof Hampus Mosten (* 14. Juli 1997 in Schweden) ist ein schwedischer Filmschauspieler und Model.

## Leben und Wirken
Mosten wuchs in Dvärsätt in der Provinz Jämtland auf und zog nach dem Abitur für ein Bauingenieursstudium an der Universität Uppsala nach Uppsala um. Sein Schauspieldebüt feierte er im November 2020 in der für Netflix produzierten Serie Liebe und Anarchie unter der Regie von Lisa Langseth, in der er den IT-Techniker Max Järvi spielt.

## Filmografie
- 2020: Liebe und Anarchie (Kärlek & Anarki, Fernsehserie)